# Dąbrowice (Mazovie)
Pour les articles homonymes, voir Dąbrowice.

Dąbrowice (prononciation : [dɔmbrɔˈvit͡sɛ]) est un village polonais de la gmina de Żuromin dans le powiat de Żuromin de la voïvodie de Mazovie dans le centre-est de la Pologne.
Il se situe à environ 9 kilomètres à l'ouest de Żuromin (siège de la gmina et de la powiat) et 126 kilomètres au nord-ouest de Varsovie (capitale de la Pologne).

## Histoire
De 1975 à 1998, le village appartenait administrativement à la voïvodie de Ciechanów.